# Gabriel García Márquez
Gabriel José García Márquez, kolumbijski pisatelj, novinar, publicist in politični aktivist, nobelovec, * 6. marec 1927, Aracataca, Magdalena, Kolumbija, † 17. april 2014, Ciudad de México, Mehika.
Velja za enega najpomembnejših pisateljev 20. stoletja in najzaslužnejšega za uveljavitev literarne smeri, imenovane magični realizem. Leta 1982 je za svoje romane in kratke zgodbe prejel Nobelovo nagrado za književnost.

## Življenje in delo
García Márquez, znan tudi kot Gabo, velja za najboljšega svetovnega pisca na področju literarne smeri, ki se imenuje magični realizem, njegova dela pa zajemajo tudi druge smeri. Večino svojega življenja je preživel v Mehiki in Evropi, v zadnjih letih predvsem v mehiški prestolnici.
Kariero je začel kot poročevalec in urednik regionalnih časopisov El Heraldo v Barranquilli in El Universal v Cartageni. Kasneje se je preselil v Bogoto in delal za dnevnik El Espectador, nato je delal kot dopisnik iz Rima, Pariza, Barcelone, Caracasa in New Yorka.
Njegovo prvo veliko delo je bila novela Pripoved brodolomca (Relato de un naufragio), ki je izšla kot časopisni podlistek leta 1955. Govori o resnični zgodbi o brodolomu plovila kolumbijske mornarice, ki se je potopilo zaradi preobremenitve s tihotapskim blagom. Zgodba je povzročila veliko polemike, saj je bila v nasprotju z uradno različico poročila, v katerem je bila kot glavni razlog za brodolom navedena nevihta. García Márquez je tako postal persona non grata za vlado generala Gustava Rojasa Pinnile in začelo se je njegovo obdobje dopisnika iz tujine. Knjiga je bila tako objavljena šele leta 1970.
Mnoga njegova dela veljajo tako za leposlovna kot za neleposlovna; taki sta npr. Kronika najavljene smrti (Crónica de una muerte anunciada, 1981), ki pripoveduje o maščevalnem umoru, ki je zabeležen v časopisu, in Ljubezen v času kolere (El amor en los tiempos del cólera, 1985), ki delno temelji na zgodbi o dvorjenju njegovih staršev. Mnoga dela (tudi ti dve) spadajo v t. i. »svet Garcíe Márqueza«, v katerem se ponavljajo isti liki, kraji in dogodki.
Njegovo najbolj znano delo, znameniti roman Sto let samote (Cien años de soledad, 1967), je bil prodan v več kot 10 milijonih izvodov. Zgodba slika življenje odmaknjene južnoameriške vasi Macondo, kjer so nenavadni, nadnaravni pojavi prikazani kot vsakdanjost. Epsko delo, ki večdimenzionalno zajema več desetletij življenja velike družine Buendía, ni samo odličen primer magičnega realizma, ampak tudi filozofsko razmišljanje o naravi časa in izolacije, pa tudi o povsem vsakodnevnem življenju. Izjemno vrednost romanu daje izvirna uporaba magičnega realizma, še posebej pa neverjetna spretnost v umetnosti besede v španskem jeziku. 
Pisanje Garcíe Márqueza pogosto vsebuje razmišljanje o koncu življenja. Mnoga njegova dela prikazujejo stara leta, smrt in pogrebe; njegov pogled v ta svet je čudovito intuitiven. Kljub temu nikoli ne podcenjuje moči življenja in ljubezni ter njune prevlade. García Márquez je znan tudi po svojem prijateljstvu s Fidelom Castrom. V preteklosti, še posebej v 60. in 70. letih, je že večkrat izrazil simpatije z nekaterimi revolucionarnimi skupinami Latinske Amerike. Kritičen je bil tudi do političnega stanja v Kolumbiji. Kljub obtožbam s strani članov kolumbijske vlade pred desetletji pa ni nobenega dokaza o njegovi odkriti podpori gverilskim skupinam kot sta npr. FARC in ELN v Kolumbiji. V začetku 80-ih let 20. stoletja je deloval v ozadju mnogih poskusov v pogajanjih med vlado in gverilci.
Pisatelj je za Sto let samote leta 1972 prejel nagrado Rómula Gallegosa, leta 1982 pa je za svojo kratko prozo in romane prejel Nobelovo nagrado za književnost.
V letu 1999 so mu odkrili limfnega raka in to ga je spodbudilo k pisanju spominov. Leta 2000 je perujski dnevnik La Republica napačno poročal o njegovi smrti. Leta 2002 je objavil prvi del avtobiografije (od načrtovnih treh) z naslovom Živim, da pripovedujem (Vivir para contarla). Knjiga je bila prodajna uspešnica v špansko govorečem svetu. 10. septembra 2004 je kolumbijski dnevnik El Tiempo naznanil nov roman Žalostne kurbe mojega življenja (Memoria de mis putas tristes, 2004), ljubezensko zgodbo, ki je bila objavljena naslednjega oktobra v prvi seriji z milijonom izvodov. Sredi leta 2012 je njegov brat javnosti sporočil, da je García Márquez zaradi starostne demence, ki jo je verjetno pospešila terapija proti raku, dokončno prenehal s pisanjem.

### Romani
- Huda ura (La mala hora, 1962)
- Sto let samote (Cien años de soledad, 1967) ISBN 0-06-088328-6
- Patriarhova jesen (El otoño del patriarca, 1975) ISBN 0-06-093267-8
- Kronika najavljene smrti (Crónica de una muerte anunciada, 1981) ISBN 140003471X
- Ljubezen v času kolere (El amor en los tiempos del cólera, 1985) ISBN 140003468X
- General v svojem blodnjaku (El general en su laberinto, 1989) ISBN 1400034701
- O ljubezni in drugih demonih (Del amor y otros demonios, 1994) ISBN 0-14-025636-9

### Kratka proza, novele in zbirke
- Ojos de perro azul, 1947 ISBN 84-01-24238-X
- La hojarasca, 1955 ISBN 0-06-093266-X
- Polkovnik nima nikogar, ki bi mu pisal (El coronel no tiene quien le escriba, 1961) ISBN 0-06-093266-X
- Los funerales de la Mamá Grande, 1962 ISBN 85-01-01656-X
- Un señor muy viejo con unas alas enormes, 1968 ISBN 0-06-093268-6
- La increíble y triste historia de la cándida Eréndira y de su abuela desalmada, 1978
- Doce cuentos peregrinos, 1992 ISBN 0-14-023940-5
- Žalostne kurbe mojega življenja (Memoria de mis putas tristes, 2004) ISBN 140004460X

### Neleposlovna dela
- Pripoved brodolomca (Relato de un náufrago, 1970) ISBN 0-679-72205-X
- Las Aventuras de Miguel Littín Clandestino en Chile, 1986 ISBN 0-8050-0945-0
- Poročilo o ugrabitvi (Noticia de un secuestro, 1996) ISBN 0-14-026944-4
- Živim, da pripovedujem (Vivir para contarla, 2002) ISBN 140003454X